# Galium asperuloides
Galium asperuloides är en måreväxtart som beskrevs av Michael Pakenham Edgeworth. Galium asperuloides ingår i släktet måror, och familjen måreväxter. Inga underarter finns listade i Catalogue of Life.